# Thronfolge
Die Thronfolge, rechtssprachlich Devolution, umschreibt die Übernahme der Rechte und Pflichten eines Herrschers, symbolisiert durch den Thron, durch einen Nachfolger, dessen Legitimation durch Erbe, Geblüt oder Designation durch den Vorgänger oder durch Wahl begründet ist.

## Beschreibung

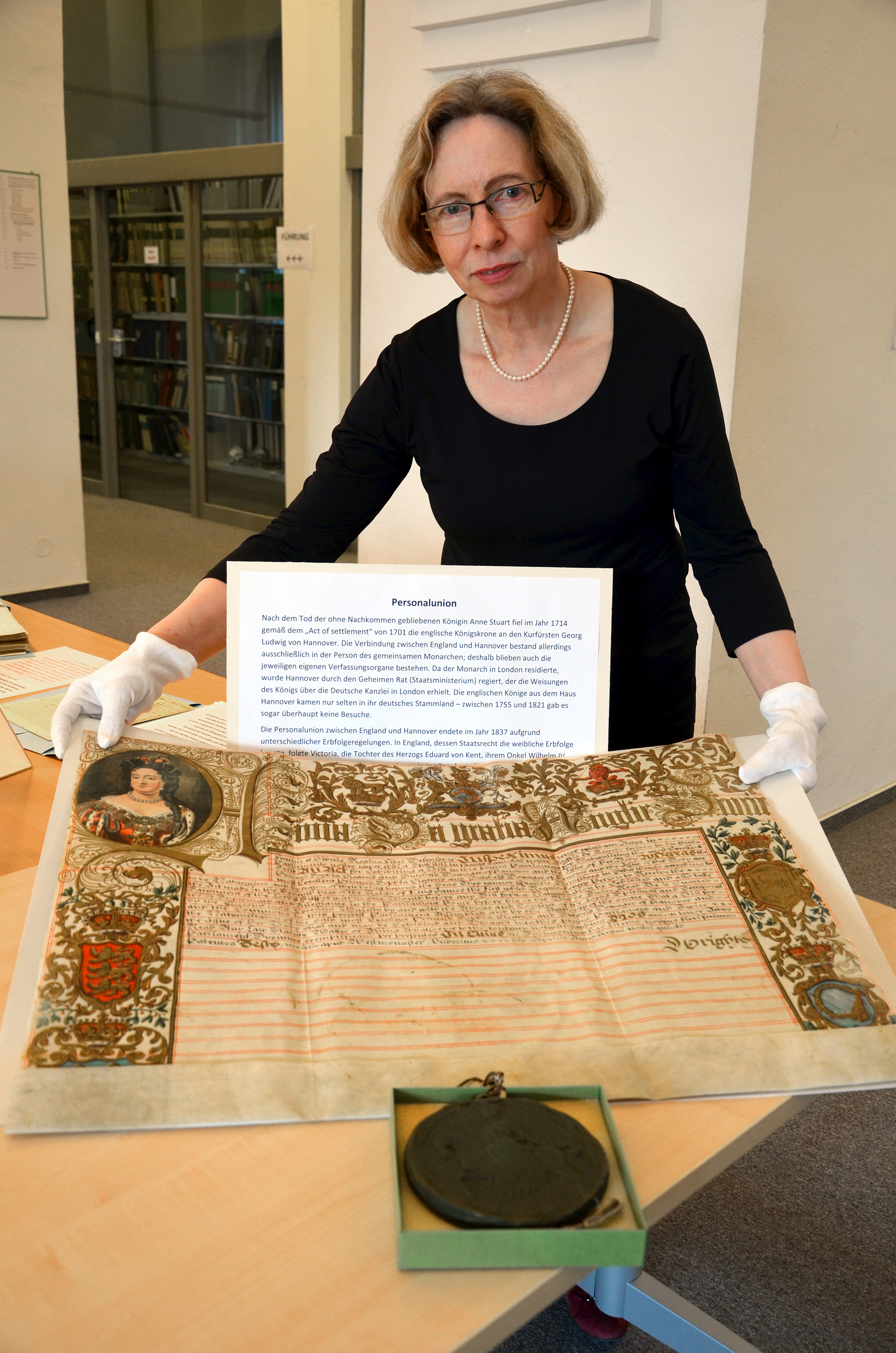
Faksimile der Sukzessionsurkunde von 1706 für Kurfürstin Sophie im Hauptstaatsarchiv Hannover

Häufig wurde die Thronfolge in den Hausgesetzen der Dynastie festgelegt. In den meisten bekannten Hochkulturen verlief die Thronfolge über die Vaterlinie, vereinzelt sind aber auch matrilineare Erblinien von Herrscherhäusern bekannt. In patriarchalen Thronfolgen ist im Allgemeinen immer der erstgeborene Sohn der erstgeehelichten Frau Nachfolger, wenn es nicht anders geregelt ist. Heute ist im Westen die Thronfolge des erstgeborenen Kindes, also auch der Töchter, üblich, und in erster Linie – sofern der Monarch nicht schon zu Lebzeiten das Amt nach eigenem Ermessen übergibt – immer der testamentarische Wunsch des Monarchen selbst maßgeblich. Die Erbfolge über den Erstgeborenen nennt man Primogenitursystem (lateinisch primo genitur ‚erstgeboren‘), wobei alle Nachkommen des Erstgeborenen ebenfalls in der Thronfolge vor dem Zweitgeborenen des Linienstamms (der Sekundogenitur) stehen – so bezeichnen diese Ausdrücke auch jeweils die ganze Generationslinie. Der Titel des Prinzen zeigt hierbei eine hochrangige Thronfolge an, bei Erlöschen einer Linie geht die Thronfolge auf die Sekundogenitur – bzw. den Linienältesten derselben – über, bei Erlöschen eines ganzen Hauses auf den Gemahl der höchstrangig gestuften Tochter (Prinzessin).
Eine Person, die Anspruch auf einen Thron hat, bezeichnet man als Thronprätendenten, von Thronfolger spricht man beim durch den Monarchen (oder andere politische Systeme) ausdrücklich anerkannten Nachfolger, also dem designierten Prätendenten, im weiteren Sinne auch den durch Legitimation folgenden weiteren Thronanwärtern (Thronfolge im eigentlichen Sinne: offizielle Rangabfolge der Prätendenten). Einen illegitimen Prätendenten nennt man Usurpator.

Bei unklarer Erbfolge oder sonstigen Streitigkeiten kam es früher häufig zu Erbfolgekriegen. Beispiele dafür sind insbesondere der etwa 20-jährige Bürgerkrieg 1135–1154 in England nach dem Tod von Heinrich I., dessen einziger ehelicher Sohn zuvor verstorben war und deshalb die Nachfolge nicht antreten konnte, die englischen Rosenkriege zwischen den Häusern York und Lancaster (1455–1485), der Devolutionskrieg (1667–1668), in dem Frankreich die erzwungene Zuordnung der Spanischen Niederlande zu den Habsburgischen in Spanien ausnutzte, der Spanische Erbfolgekrieg (1701–1714) um das – durch zahlreiche inzestuöse Verbindungen abgesicherte – Erbe des österreichischen Hauses Habsburg an die Spanische Linie, die Ludwig XIV. nicht anerkannte, der Österreichische Erbfolgekrieg (1741–1748), der durch die – in Europa zu dieser Zeit noch einzigartige – Präzendenz des erstgeborenen Kindes nach habsburgischem Hausgesetz ausgelöst wurde (der Preußenkönig Friedrich II. erkannte die Nachfolge Maria Theresias nicht an). Im osmanischen Reich hingegen war es beabsichtigt, die Thronfolge unter den Prätendenten ungeklärt zu lassen, und die Thronfolge in hausinternem Machtkampf zu regeln: Der Prätendent, der – als einziger – überlebte, war neuer Monarch, das sollte die Blutlinie stark erhalten. Hier gab es auch keine Präzendenz nach Status der Mutter.
Der genealogische Begriff der Devolution ist etwas weiter gefasst als die Folge am Thron im eigentlichen Sinne und umfasst auch die Übergabe von Titeln, etwa Adelstiteln und Titularämtern ohne Regentschaft, im Allgemeinen: So ging das Amt des Deutschen Königs im Hl. Römischen Reich, im Mittelalter noch ein Wahlamt, in der Neuzeit erblich auf den Sohn über, und stand für die Rolle als designierter Thronfolger als Römischer Kaiser, ein Amt, das aber von alters her immer durch die Wahl durch die Kurfürsten vermittelt war. Auch Titel faktisch erloschener oder in größeren Staatsgebilden aufgegangener Titel ohne Inthronationszeremonie wurden weitergeben, so dass sich bei den Herrschern der Neuzeit in Europa zahlreiche Titel ansammelten, die in Personalunion mit der Thronfolge des höchsten Amts verbunden an den Thronfolger übergingen. So war der höchste erbliche Regentschaftstitel der Habsburger (in der Zeit, als sie in der Regel auch das Römisch-deutsche Kaiseramt antraten) immer König von Böhmen, die Hl. Ungarische Königswürde musste durch eine Krönungszeremonie vom Reichsrat bestätigt werden, Erzherzog von Österreich – als Titularanspruch der habsburgischen Stammlande – war in der Neuzeit ein Titel aller Prinzen und Prinzessinnen ohne Inthronisation, der schon mit der Geburt verliehen wurde, um die Thronfolge abzusichern. Auch der König oder die Königin von England tritt erblich die Ämter des Staatsoberhauptes der Commonwealth Realm an, ohne dass es einen formalen Thron gäbe.

## Thronfolgeregelungen in einzelnen Monarchien
- Thronfolge (Belgien)
- Thronfolge (Brunei)
- Thronfolge (Dänemark)
- Thronfolge (Habsburgermonarchie)
- Thronfolge (Liechtenstein)
- Thronfolge (Luxemburg)
- Thronfolge (Niederlande)
- Thronfolge (Norwegen)
- Thronfolge (Saudi-Arabien)
- Thronfolge (Schweden)
- Thronfolge (Spanien)
- Thronfolge (Swasiland)
- Thronfolge (Tonga)
- Thronfolge (Vereinigtes Königreich)